# Замок Джорданс

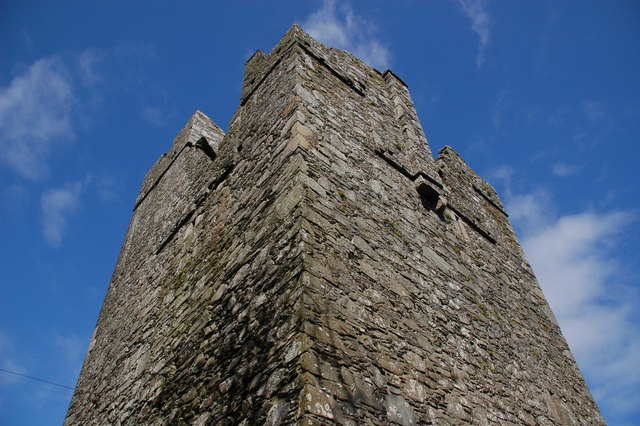
Башта замку Джорданс.

Замок Джорданс (англ. Jordan's Castle, ірл. Caisleán MacSiurtain) — кашлен МакШуртайн — один із замків Ірландії, розташований у графстві Даун, біля селища Ардгласс, Північна Ірландія. Замок нині є пам'яткою історії та культури і охороняється державою.

## Особливості архітектури
Замок є прямокутною чотириповерховою вежею. На кожному поверсі були кімнати кожна розміром 20×13 футів. На північній стороні знаходяться два прямокутних виступи, один з яких містить кам'яні гвинтові сходи, а інший виступ містить нішу на кожному поверсі. Точну дату будівництва замку встановити не вдалось. Замок побудований з дикого каменю. Деякі з віконних деталей зроблені в XV століття, але замок мав стільки реконструкцій, що початок будівництва встановити неможливо. На першому поверсі є підвальна камера, яка стикається з корінними породами. Можливо там намагалися прорубати хід до води. Головний зал був розташований на першому поверсі, містить кам'яну підлогу, загострене склепіння. Підлоги на верхніх рівнях не збереглися, вони кілька разів мінялися на балки різних дерев'яних конструкцій. Дах теж кілька разів переробляли і перебудовували. На деяких стінах збереглися бійниці й зображення гербів.

## Історія замку Джорданс
Рання історія замку Джорданс неясна і туманна. Найперші згадки про замок Джорданс в історичних джерелах стосуються Дев'ятирічної війни в Ірландії. Симон Джордан — володар замку Джорданс протягом 3 років тримав оборону замку — замок оточили і осадили озброєні загони ірландського клану О'Нейлл. У 1601 році замок звільнив від осади лорд-заступник Маунтджой. Історик XVIII століття Харріс пише: «Найймовірніше, що замок Джорданс побудувала та аристократична родина, чий герб — хрест і три підкови зображені на камені башти замку». У 1911 році замок Джорданс купив антиквар з Белфасту Френсіс Джозеф Буггер. Він від реставрував замок, влаштував там музей, розмістив там велику колекцію предметів старовини, зробив вільним доступ публіки до замку. Френсіс Джозеф Буггер влаштовував у замку Джорданс зустрічі художників, музикантів, поетів, письменників. Френсіс Джозеф Буггер став відомим в Ірландії меценатом. Еліс Стопфорд Грін та архіваріус Генрі Іган Кенні запропонували перейменувати замок — назвати його замок Шейна на честь Шейна О'Ніла, що два роки володів містом Ардгласс. Вони вважали, що саме Шейн О'Ніл заново побудував вежу замку після поразки в битві з кланом МакДоннелл у Глентайші в 1565 році. Коли у 1926 році Френсіс Джозеф Буггер помер, замком опікувався доктор Джозеф Біггер. Він передав замок державі за умови, що замок буде збережений як пам'ятка історії та культури. Але з того часи фонди і виставки музею були передані іншим музеям Ольстера. А замок закрили для публіки. У місті Ардгласс було не менше 6 замків. Залишки 4 замків і сьогодні можна побачити. Це замки Ардгласс, Ковд, Маргарет, Джорданс.